# Ганноверська династія
Ганно́верська дина́стія (англ. House of Hanover) — династія королів Великої Британії з 1714 до 1901 року. Гілка стародавнього німецького роду Вельфів, до початку XVIII століття правила Брауншвейгом. До 1837 року також чинна династія (курфюрсти, а потім королі) Ганновера, що перебував з Великою Британією в особистій унії.
Багато в чому чужі для англійської культури (перший король взагалі не говорив англійською), Вельфи опинились на британському престолі завдяки Акту про спадкування престолу 1701 року, що відрізав шлях до британської корони всім численним католикам, які були родичами Стюартів. Ганноверські правителі походили від курфюрстині Софії Ганноверської, батьками якої були англійська принцеса Єлизавета Стюарт і протестант Фрідріх V, курфюрст Пфальцький.
Час Вельфів, відомий також як Георгіанська епоха (перші чотири королі мали ім'я Георг), — період посилення парламентаризму у Великій Британії, послаблення королівської влади, становлення британської демократії. За них відбулась промислова революція й почав бурхливо розвиватись капіталізм. Це й доба Просвіти, і революцій у Європі, війни за незалежність американських колоній, завоювання Індії та Французької революції.
Завдяки вступу Вельфів на британський престол змогли продовжити свою діяльність у Великій Британії та здобути світову славу уродженці Ганновера — композитор Георг Фрідріх Гендель і астроном Вільям Гершель. У той самий час британська зовнішня політика змінила вектор, стала керуватись інтересами захисту Ганноверського курфюрства від можливих зазіхань ззовні. Це стало однією з причин перевороту альянсів та Семирічної війни.
Стосовно XIX століття прийнято вести мову не про Георгіанську епоху, а про період Регентства (перша третина XIX століття) та Вікторіанську епоху — 64-річне правління Вікторії. За салічним законом Вікторія не могла успадкувати ганноверський престол, тому з 1837 до 1867 року (рік об'єднання з Пруссією) в Ганновері правили нащадки одного з братів Георга IV — герцоги Камберлендські (Ернст Август I і Георг V). Ще одна гілка роду проживала у Великій Британії, маючи титул герцогів Кембриджських.

## Список королів
| І'мя                            | Портрет | Роки правління | Примітки                                                                               |
| ------------------------------- | ------- | -------------- | -------------------------------------------------------------------------------------- |
| Георг I (англ. George I)        |         | 1714-1727      | Правнук Якова I, курфюрст Ганновера з 1698 р.                                          |
| Георг II (англ. George II)      |         | 1727-1760      | Син Георга I, курфюрст Ганновера                                                       |
| Георг III (англ. George III)    |         | 1760-1820      | Онук Георга II, курфюрст (з 1814 р. — король) Ганновера; в 1811 визнаний божевільним   |
| Георг IV (англ. George IV)      |         | 1820-1830      | Син Георга III, король Ганновера; в 1811-1820 — регент                                 |
| Вільгельм IV (англ. William IV) |         | 1830-1837      | Син Георга III, король Ганновера                                                       |
| Вікторія (англ. Victoria)       |         | 1837-1901      | Онучка Георга III, з 1877 р. — імператриця Індії, з 1867 р. королева Домініону Канада. |